# باص هايغر
شركة باص هايغر المحدودة ، والمعروفة أيضًا باسم باص هايغر ، هي شركة تصنيع حافلات صينية مقرها في سوجو ، مقاطعة جيانغسو . تأسست في نهاية عام 1998. هايغر هي المصدر الرئيسي للحافلات والحافلات في الصين ،  والتي تتوفر وحداتها في أكثر من 100 دولة ومنطقة في جنوب آسيا والشرق الأوسط وأفريقيا وروسيا وشرق أوروبا والأمريكتين. في عام 2015 ، حققت هايغر مرة أخرى طفرة جديدة مع إيرادات مبيعات تزيد عن 11.7 مليار يوان صيني . حازت هايغر على "أفضل علامة تجارية في الصين" و "منتج وطني خالٍ من التفتيش" وغيرها من الجوائز ، وقد شق طريقه إلى أفضل 500 علامة تجارية في الصين بقيمة علامة تجارية تبلغ 14.492 مليار يوان صيني ، لتصبح الشركة الأسرع نموًا في صناعة الحافلات في الصين ، وهي قاعدة لتصدير السيارات الوطنية الجاهزة وواحدة من أفضل 100 شركة في المعلوماتية في الصين. 
في 8 سبتمبر 2016، قامت وزارة المالية بتسمية خمس شركات نموذجية تعاني من مشاكل، بما في ذلك جي إم سي، وسوتشو جين لونغ، ووتشو لونغ، وشيري واندا، وشاولين باص في تفتيش خاص لأموال الدعم لترويج وتطبيق مركبات الطاقة الجديدة. من بينها، تمتلك سوتشو جين لونغ 1683 سيارة تعمل بالطاقة الجديدة و520 مليون يوان من أموال الدعم في عام 2015، لتصبح "محتال الدعم" صاحب أعلى عدد من المركبات والمبلغ غير القانوني. وذكر الإشعار أنه سيتم سحب الدعم الحكومي البالغ 520 مليون يوان، وسيتم تغريم سوتشو جين لونغ 260 مليون يوان.
- Higer H4E (NAC Chang Da H9)
- Higer H5C
- Higer Paradise (H6V)
- Higer Yujun
- Higer Longwei
- Higer KLQ6123 in Philippines
- Higer KLQ6608GC in Thailand (Pathumthani)